# Shen hai
Pour plus de détails, voir Fiche technique et Distribution.
Shen hai (chinois : 深海 ; pinyin : shēn hǎi ; litt. « mer profonde ») est un film taïwanais réalisé par Cheng Wen-tang (zh) en 2005.
Shen hai est diffusé dans le monde anglo-saxon sous le titre de Blue Cha Cha.

## Résumé
À sa sortie de prison, Ah Yu rencontre deux hommes puis retrouve une amie plus âgée qui tient un bar. Un jour elles voient sur le quai un spectacle de marionnettes. Lao-Yao, le marionnettiste, est autiste.

## Distribution
- Tarcy Su (en) : Ah Yu
- Lu Yi-ching : An-an
- Leon Dai : Chen Sang
- Lao-yao

## Récompenses
- Asia-Pacific Film Festival 2006[2]
  - Meilleur second rôle féminin : Yi-Ching Lu
- Fribourg International Film Festival 2006[2]
  - Mention spéciale : Cheng Wen-Tang